# Hohenfelder Mühlenau
Hohenfelder Mühlenau este o arie protejată (arie specială de conservare — SAC, sit de importanță comunitară — SCI) din Germania întinsă pe o suprafață de 155 ha, integral pe uscat.

## Localizare
Centrul sitului Hohenfelder Mühlenau este situat la coordonatele 54°19′58″N 10°27′59″E / 54.3328°N 10.4664°E.

## Înființare
Situl Hohenfelder Mühlenau a fost declarat sit de importanță comunitară în septembrie 2004 pentru a proteja 3 specii de animale. Situl a fost protejat și ca arie specială de conservare în ianuarie 2010.

## Biodiversitate
Situată în ecoregiunea continentală, aria protejată conține 5 habitate naturale: Vegetație anuală la limita mareei, Vegetație perenă pe țărmurile stâncoase, Cursuri de apă de la nivel de câmpie la nivel montan, cu vegetație Ranunculion fluitantis și Callitricho-Batrachion, Păduri de fag Asperulo-Fagetum, Păduri aluvionare cu Alnus glutinosa și Fraxinus excelsior (Alno-Padion, Alnion incanae, Salicion albae).
La baza desemnării sitului se află mai multe specii protejate:
- amfibieni (1): triton cu creastă (Triturus cristatus)
- mamifere (1): vidră de râu (Lutra lutra)
- pești (1): cicar (Lampetra planeri)